# Municipio de Bethel (condado de Clark)
El municipio de Bethel (en inglés: Bethel Township) es un municipio ubicado en el condado de Clark en el estado estadounidense de Ohio. En el año 2010 tenía una población de 18523 habitantes y una densidad poblacional de 187,65 personas por km².

## Geografía
El municipio de Bethel se encuentra ubicado en las coordenadas 39°54′35″N 83°58′56″O / 39.90972, -83.98222. Según la Oficina del Censo de los Estados Unidos, el municipio tiene una superficie total de 98.71 km², de la cual 97.44 km² corresponden a tierra firme y (1.29%) 1.27 km² es agua.

## Demografía
Según el censo de 2010, había 18523 personas residiendo en el municipio de Bethel. La densidad de población era de 187,65 hab./km². De los 18523 habitantes, el municipio de Bethel estaba compuesto por el 92.72% blancos, el 0.62% eran afroamericanos, el 0.24% eran amerindios, el 0.33% eran asiáticos, el 0.04% eran isleños del Pacífico, el 4.54% eran de otras razas y el 1.51% pertenecían a dos o más razas. Del total de la población el 7.22% eran hispanos o latinos de cualquier raza.